# アレックス・ウィンウッド
アレックス・ウィンウッド（Alex Winwood、1997年6月25日 - ）は、オーストラリアのプロボクサー。西オーストラリア州バンハリー出身。

## 来歴
15歳でボクシングを始め、高校の授業終了後にジムに直行して練習に明け暮れる日々を送りながら2013年にアマチュアデビューする。東京オリンピックに出場したが、1回戦に敗退に終わった。

### プロ転向

#### ライトフライ級
2023年3月23日、パース近郊にあるノースブリッジのメトロシティで元IBO世界ライトフライ級王者のティボ・モナベサとWBCインターナショナルライトフライ級王座決定戦を行い、4回1分16秒TKO勝ちを収め王座を獲得した。

#### ミニマム級
2023年6月16日、パース近郊にあるノースブリッジのメトロシティでWBCインターナショナルミニマム級王者のレイネリス・グティエレスと対戦し、10回3-0（96-93、97-92×2）の判定勝ちを収め王座を獲得した。
2023年12月1日、パース近郊にあるノースブリッジのメトロシティでクリス・ガノザと対戦し、10回3-0（100-90×3）の判定勝ちを収めた。
2024年9月7日、パースにあるHBF・スタジアムでWBA世界ミニマム級スーパー王者のノックアウト・CPフレッシュマートと対戦し、ジェフ・フェネックの7戦目を上回るオーストラリア最短記録となる5戦目での王座獲得を目指す予定。

## 戦績
- プロボクシング:4戦4勝（2KO）無敗

| 戦           | 日付           | 勝敗 | 時間    | 内容    | 対戦相手                         | 国籍         | 備考                                                      |
| ------------ | -------------- | ---- | ------- | ------- | -------------------------------- | ------------ | --------------------------------------------------------- |
| 1            | 2022年11月25日 | ☆    | 2R      | TKO     | スティンキー・マリオ・ブンダ     | インドネシア | プロデビュー戦 西オーストラリア州ライトフライ級王座決定戦 |
| 2            | 2023年3月3日   | ☆    | 4R 1:16 | TKO     | ティボ・モナベサ                 | インドネシア | WBCインターナショナルライトフライ級王座決定戦             |
| 3            | 2023年6月16日  | ☆    | 10R     | 判定3-0 | レイネリス・グティエレス         | ニカラグア   | WBCインターナショナルミニマム級タイトルマッチ             |
| 4            | 2023年12月1日  | ☆    | 10R     | 判定3-0 | クリス・ガノザ                   | フィリピン   |                                                           |
| 5            | 2024年9月7日   | -    | -       | -       | ノックアウト・CPフレッシュマート | タイ         | WBAスーパー世界ミニマム級タイトルマッチ 試合前            |
| テンプレート |                |      |         |         |                                  |              |                                                           |

## 獲得タイトル
- 西オーストラリア州ライトフライ級王座
- WBCインターナショナルライトフライ級王座
- WBCインターナショナルミニマム級王座